# Kevin Nicholls
Kevin John Richard Nicholls (Upton Park, 2 gennaio 1979) è un ex calciatore inglese, di ruolo centrocampista.

## Carriera

### Club
Ha iniziato a giocare nelle giovanili del Charlton, con cui tra il 1996 ed il 1999 ha segnato una rete in 12 presenze nella seconda divisione inglese; nella seconda metà della stagione 1998-1999 gioca in prestito in quarta divisione al Brighton (4 presenze ed una rete), per poi dal 1999 al 2001 giocare ulteriori 28 partite in terza divisione con la maglia del Wigan. Scende poi nuovamente in quarta divisione, al Luton Town, dove entra stabilmente a far parte della formazione titolare concludendo la stagione 2001-2002 con una promozione in terza divisione, categoria in cui poi gioca dal 2002 al 2005, vincendo anche il campionato nella stagione 2004-2005. Nella stagione 2005-2006, che gli Hatters giocano in seconda divisione piazzandosi al penultimo posto in classifica (e quindi retrocedendo immediatamente in terza divisione), Nicholls mette a segno 5 reti in 32 presenze.
Nell'estate del 2006 dopo cinque anni lascia il Luton Town per continuare a giocare in seconda divisione: nella stagione 2006-2007 disputa 13 incontri in questa categoria con il Leeds Utd (che retrocede) e l'anno seguente ne gioca invece 18 con il Preston N.E., per poi fare ritorno al Luton Town, nel frattempo scivolato nuovamente in quarta divisione. La sua seconda esperienza nel club dura due anni, nei quali gioca 42 partite totali di campionato, vincendo il Football League Trophy nella stagione 2008-2009, annata che si conclude però con una retrocessione in quinta divisione (categoria in cui quindi chiude la carriera nella stagione 2009-2010).
Si ritira ufficialmente il 27 agosto 2010 a causa dei postumi di un grave infortunio al ginocchio subito nel 2009, rescindendo il suo contratto con il Luton per sua espressa scelta pur avendo teoricamente diritto a restare in rosa (e quindi venire pagato) senza essere in grado di giocare per il resto del contratto stesso. In carriera ha segnato in totale 33 reti in 244 presenze con il Luton Town, di cui per un periodo è anche stato capitano.

### Nazionale
Nel 1999 ha partecipato ai Mondiali Under-20, giocandovi una partita.

## Palmarès

### Club

#### Competizioni nazionali
- Football League One: 1

Luton Town: 2004-2005
- Football League Trophy: 1

Luton Town: 2008-2009